# Castello di San Pio delle Camere
El Castello di San Pio delle Camere (italiano para Castillo de San Pio delle Camere)  es un castillo de la Edad Media en San Pio delle Camere, Provincia de L'Aquila (Abruzzo), en Italia.

## Historia
Las noticias más antiguas sobre el de castillo de San Pio delle Camere es de 1173, indicando él como feudo de los Barones de Poppleto (hoy en día: Coppito), deviniendo más tarde un feudo de la Casa de Caracciolo.
Colocado por encima de la ciudad de San Pio delle Camere, la función del castillo era para dar refugio a las personas y su ganado en tiempo de peligro. No parece que el castillo era una residencia estable, más sólo con función de defensa.
El estado actual del castillo fue el resultado del ataque del 1424 por Braccio da Montone, implicando también el castillo de Barisciano.

## Arquitectura
La estructura del castillo es una valla, con su construcción en dos etapas, la primera con la construcción de la torre y la segunda un con las murallas.
La torre tiene una planta que consta de un cuadrado y un triángulo equilátero. La planta de las paredes es triangular, con la torre encima y otras torres más pequeñas en la muralla.
La estructura del castillo ha sido modificada muchas veces, como muestra, por ejemplo, la erección de las murallas, que probablemente tuvo lugar en el siglo XIV.